# Ligne de Périgueux à Saint-Yrieix
La ligne de Périgueux à Saint-Yrieix est une ancienne ligne de chemin de fer secondaire, dite aussi tramway, à voie métrique du réseau départemental de la Dordogne, exploitée par la Société des chemins de fer du Périgord et plus tard par la Compagnie de chemins de fer départementaux.

## Historique

### Chronologie des ouvertures
- Fin 1887 : mise en service Périgueux-Excideuil[2],
- En 1889 : Excideuil - la Juvénie (La Nouaille)[2],
- 15 août 1891 : de la Juvénie à la halte des Salines[2],
- 17 avril 1892 : de la halte des Salines et la station de Saint-Yrieix[2],
- 10 janvier 1893 : de la station de Saint-Yrieix à la gare PO[2].

### Histoire
Le conseil général de la Dordogne prend, au mois d'août 1884, la décision de construire trois lignes de chemin de fer, de type tramway à voie métrique, dont celle de Périgueux à Saint-Yrieix. Il attribue la concession de Périgueux à la Juvénie, limite du département de la Dordogne, à Édouard Louis Joseph Empain qui la rétrocède à la Société des chemins de fer du Périgord qu'il a créée. Le chantier de construction est ouvert en 1887 et le tronçon de Périgueux à Excideuil est ouvert au service à la fin de cette même année. La ligne entre Excideuil et la Juvénie est mise en service en 1890.
Après négociation, le Conseil général de la Haute-Vienne déclare d'utilité publique la poursuite du parcours de la ligne dans le département de la Haute-Vienne, entre la limite du département de la Dordogne et un « point terminus dans la gare des marchandises de la Compagnie d'Orléans en gare de Saint-Yrieix ». Pour construire cette section, la Société des chemins de fer du Périgord a reçu en subvention : 80 000 francs par le département de la Haute-Vienne et 40 000 francs par la commune de Saint-Yrieix. La gare de transbordement dans la cour marchandise de la gare du PO est approuvé le 24 octobre 1892 par le ministre des travaux publics.
Son exploitation cesse en 1948 pour le tronçon Périgueux-Excideuil et l'année suivante pour le reste de la ligne.

## Infrastructure

### Gare et halte
| Infrastructures                      | Commune                   | Adresse                                  | Localisation                     | État | Image |
| Gare de Périgueux Place Francheville | Périgueux                 | Place Francheville                       | 45° 10′ 56″ nord, 0° 43′ 06″ est | CINÉMA CGR Périgueux construit sur l'emplacement de la gare. |       |
| Arrêt des Barris                     | Périgueux                 | Boulevard Georges Saumande               | ?                                | |       |
| Arrêt de l'Arsault                   | Périgueux                 | Boulevard Georges Saumande ?             | ?                                | |       |
| Arrêt facultatif de Barnabé          | Trélissac                 | Avenue Michel Grandou                    | ?                                | |       |
| Halte et Dépôt des Jalots            | Trélissac                 | Avenue Michel-Grandou                    | 45° 11′ 22″ nord, 0° 45′ 27″ est | Brico Dépôt de Trélissac construit sur l'emplacement du Dépôt, certains vestiges sont néanmoins toujours visibles.                                                                                |       |
| Gare de Trélissac                    | Trélissac                 | Avenue Michel-Grandou/Av de l'Automobile | 45° 11′ 40″ nord, 0° 46′ 40″ est | Aucune trace. |       |
| Halte de Charrièras                  | Trélissac                 | Avenue de l'Automobile                   | 45° 12′ 16″ nord, 0° 48′ 19″ est | Bâtiment toujours existant. |       |
| Gare d'Antonne                       | Antonne-et-Trigonant      | Route de Limoges                         | 45° 12′ 55″ nord, 0° 49′ 59″ est | Bâtiment toujours existant (Maison). |       |
| Halte de Laurière                    | Antonne-et-Trigonant      | Route de Limoges                         | 45° 13′ 30″ nord, 0° 51′ 49″ est | Bâtiment détruit vers 2018. |       |
| Gare de Sarliac                      | Sarliac-sur-l'Isle        | Avenue de l'Isle                         | 45° 14′ 16″ nord, 0° 52′ 29″ est | Aucune trace. |       |
| Halte de Saint-Vincent               | Saint-Vincent-sur-l'Isle  | Avenue du Relais-de-Poste ?              | 45° 14′ 41″ nord, 0° 53′ 28″ est | Aucune trace. |       |
| Gare de Savignac                     | Savignac-les-Églises      | Avenue de l'Isle                         | 45° 16′ 22″ nord, 0° 54′ 45″ est | Aucune trace. |       |
| Arrêt facultatif de Mayac            | Mayac                     | Route des Gués                           | 45° 16′ 51″ nord, 0° 56′ 28″ est | |       |
| Halte du Dognon                      | Mayac                     | Rte des Gués                             | 45° 17′ 32″ nord, 0° 56′ 50″ est | Bâtiment toujours existant (Maison). |       |
| Halte de Chardeuil                   | Coulaures                 | ?                                        | ?                                | |       |
| Gare de Coulaures                    | Coulaures                 | Rue du 8-Mai-1945                        | 45° 18′ 24″ nord, 0° 58′ 37″ est | Bâtiment toujours existant (Maison). |       |
| Arrêt facultatif de La Roche         | Saint-Pantaly-d'Excideuil | D 705                                    | 45° 18′ 53″ nord, 0° 59′ 47″ est | Bâtiment toujours existant. |       |
| Halte de Saint-Pantaly               | Saint-Pantaly-d'Excideuil | D 705                                    | 45° 19′ 02″ nord, 1° 00′ 54″ est | Bâtiment toujours existant. |       |
| Halte de Saint-Martial               | Saint-Martial-d'Albarède  | D 705                                    | 45° 19′ 35″ nord, 1° 02′ 03″ est | Bâtiment toujours existant. |       |
| Gare d'Excideuil                     | Excideuil                 | Av. André Audy                           | 45° 19′ 55″ nord, 1° 02′ 50″ est | Aucune trace. |       |
| Arrêt facultatif de Fayolle          | Saint-Médard-d'Excideuil  | Route des Hameaux ?                      |                                  | |       |
| Gare de Preyssac                     | Preyssac-d'Excideuil      | Route du Tacot                           | 45° 20′ 23″ nord, 1° 06′ 27″ est | Bâtiment toujours existant. |       |
| Arrêt facultatif de Génis            | Génis                     | Route de l'Auvézère                      | 45° 21′ 05″ nord, 1° 08′ 35″ est | Aucune trace. |       |
| Gare du Courant                      | Lanouaille                | Route de l'Auvézère                      | 45° 21′ 32″ nord, 1° 09′ 14″ est | Bâtiment toujours existant (Maison). |       |
| Pont sur la Haute-Loue               | Lanouaille                | Beaulieu                                 | 45° 22′ 50″ nord, 1° 08′ 31″ est | Structure toujours existante. |       |
| Gare de Lanouaille                   | Lanouaille                | Rue de la Gare                           | 45° 23′ 15″ nord, 1° 08′ 34″ est | Bâtiment toujours existant (Maison). |       |
| Gare des 4 Routes de Bord            | Savignac-Lédrier          | Rte des Grandes Terres                   | 45° 23′ 19″ nord, 1° 11′ 34″ est | Bâtiment toujours existant (Maison). |       |
| Gare de Payzac                       | Payzac                    | Place de l'Ancienne-Gare                 | 45° 23′ 58″ nord, 1° 12′ 37″ est | Bâtiment toujours existant. |       |
| Arrêt facultatif de Maziéras-Mayot   | Payzac                    | Route des Rails                          | ?                                | |       |
| Gare de Morancé                      | Payzac                    | Route du Périgord-Limousin               | 45° 25′ 24″ nord, 1° 12′ 41″ est | Bâtiment toujours existant (Maison). |       |
| Arrêt facultatif de Labrousse        | Payzac                    | Route du Tacot ?                         | ?                                | |       |
| Gare de la Juvénie                   | Payzac                    | Route du Kaolin                          | 45° 27′ 29″ nord, 1° 13′ 42″ est | Bâtiment toujours existant (Maison). |       |
| Gare de Glandon                      | Glandon                   | Rue de Toine                             | 45° 28′ 37″ nord, 1° 13′ 42″ est | Bâtiment toujours existant. |       |
| Arrêt des Salines (Saint-Yrieix)     | Saint-Yrieix-la-Perche    | Avenue du pont Las Veyras ?              | ?                                | |       |
| Gare de Saint-Yrieix                 | Saint-Yrieix-la-Perche    | Avenue Gutenberg                         | 45° 30′ 54″ nord, 1° 12′ 23″ est | Aucune trace, aujourd'hui l'emplacement de l'ancienne gare est devenue un parking. Mais il existait une voie qui allait jusqu'à la gare du PO, pour permettre le transbordement des marchandises. |       |
| Gare de Saint-Yrieix PO              | Saint-Yrieix-la-Perche    | Avenue de la Gare                        | 45° 31′ 09″ nord, 1° 12′ 20″ est | Gare terminus et d'échange, située dans l'emprise de la gare PO. |       |
|                                      |                           |                                          |                                  | |       |